# La campana nueva
 La campana nueva es una película en blanco y negro de Argentina dirigida por Luis José Moglia Barth sobre el guion de Carlos Alberto Orlando según la obra Don Fernández de Ivo Pelay que se estrenó el 4 de enero de 1950 y que tuvo como protagonistas a Pedro Quartucci, Rosa Rosen, Florindo Ferrario y Ana Arneodo.La obra teatral Don Fernández había sido estrenada en el Teatro Cómico por Pepe Arias el 28 de marzo de 1947.

## Sinopsis
La lucha de dos maestros rurales para levantar una escuela destruida por un tornado.

## Reparto
- Pedro Quartucci
- Rosa Rosen
- Florindo Ferrario
- Ana Arneodo
- Juan Porta
- Mario Cossa
- Julio Bousquet
- Adolfo Linvel
- Orestes Soriani
- Elvira Quiroga
- Pablo Cumo

## Comentarios
El Mundo opinó que la película es un “superficial reflejo de un tema noble” y para la crónica de Crítica quedó “nada más que intención”.